# ستاره سرخ

ستاره سرخ

ستاره سرخ (★) ستاره‌ای پنج‌پر و توپر است که اغلب به عنوان نماد ایدئولوژی کمونیسم بکار می‌رود. این نماد معمولاً در ترکیب با داس و چکش در پرچم‌ها، نشان‌های دولتی، یادمان‌ها، تزئین‌ها و نشان واره‌ها استفاده می‌شود.

## نماد کمونیسم

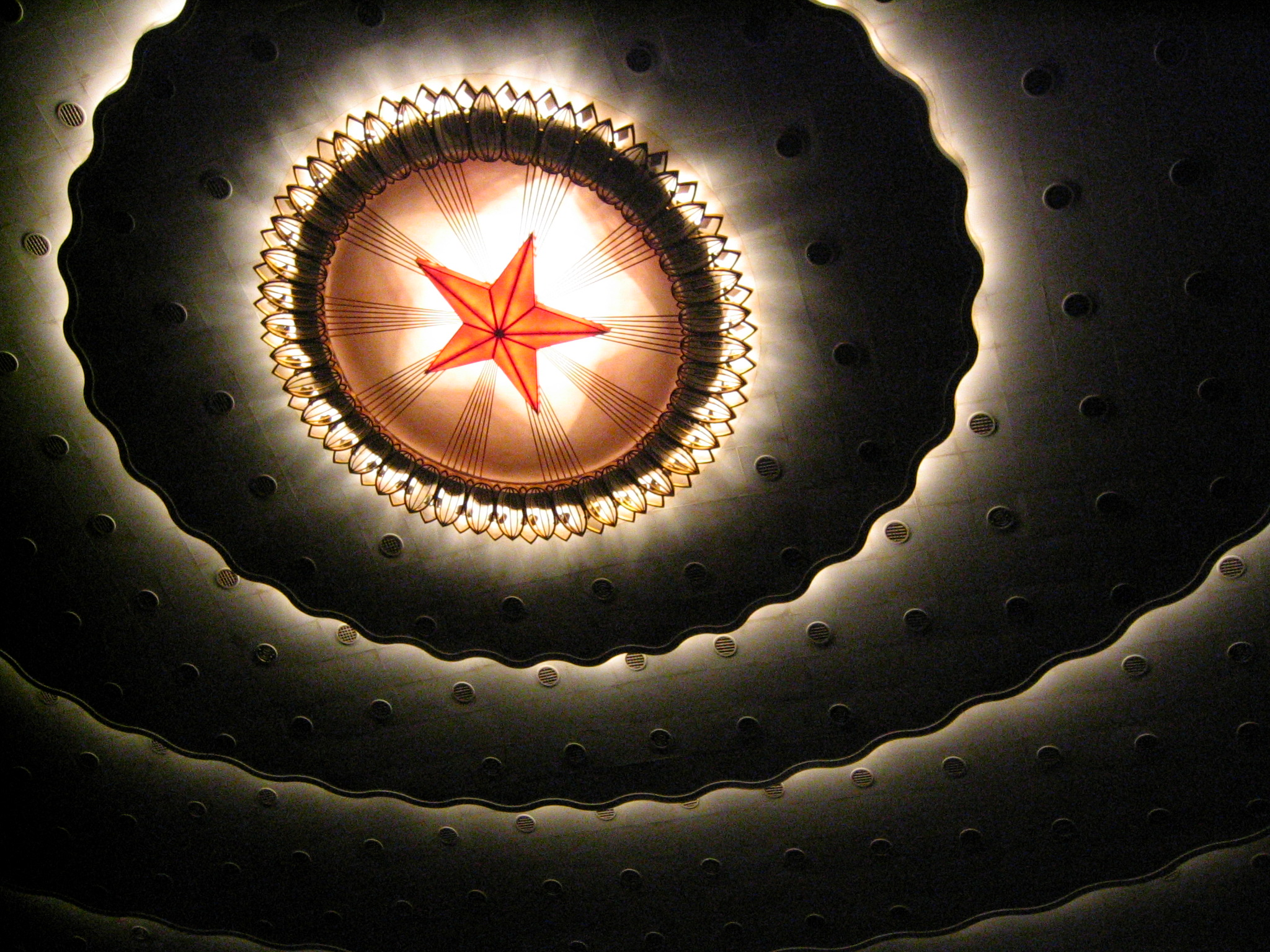
سقف سالن 10،000 صندلی در سالن بزرگ مردم چین.

ستاره پنج‌پر از زمان انقلاب ۱۹۱۷ روسیه به نماد کمونیسم تبدیل شده است. دربارهٔ معنای این نماد تفسیرهای مختلفی ارائه شده است. یک تفسیر پنج‌پر را نماد پنج انگشت کارگران می‌داند و تفسیر کمتر شناخته‌شده دیگری آن را نماد پنج گروه اجتماعی می‌داند که روسیه را در رسیدن به نظام کمونیستی راهبری کرده‌اند: جوانان، نظامیان، کارگران صنعتی، کارگران کشاورز، و روشنفکران.
ستاره سرخ، در کنار نشان‌های دیگری مانند داس و چکش، تبدیل به یکی از نشان‌ها، نمادها و علامت‌های اتحاد جماهیر شوروی تحت حاکمیت حزب کمونیست شد. در نمادشناسی شوروی، ستاره سرخ نشان و نماد ارتش سرخ و نظامیان بود، در مقابل داس و چکش که نشان کارگری و صلح میان طبقات کارگر محسوب می‌شد.
کشورهای مختلف در سراسر اروپا به گونه‌های متفاوتی نسبت به این نماد واکنش نشان دادند: برخی با تصویب قوانینی استفاده از آن را به دلیل اینکه نمایشگر یک ایدئولوژی توتالیتری است ممنوع کردند، اما برخی دیگر نسبت به آن رویکردی مثبت داشته و آن را نماد ضد فاشیسم و مقاومت در برابر اشغالگری نازی‌ها به حساب می‌آوردند.

## نگارخانه

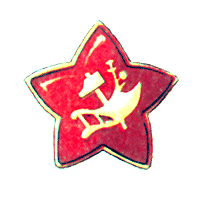
ستاره سرخ، ارتش سرخ ۱۹۱۸
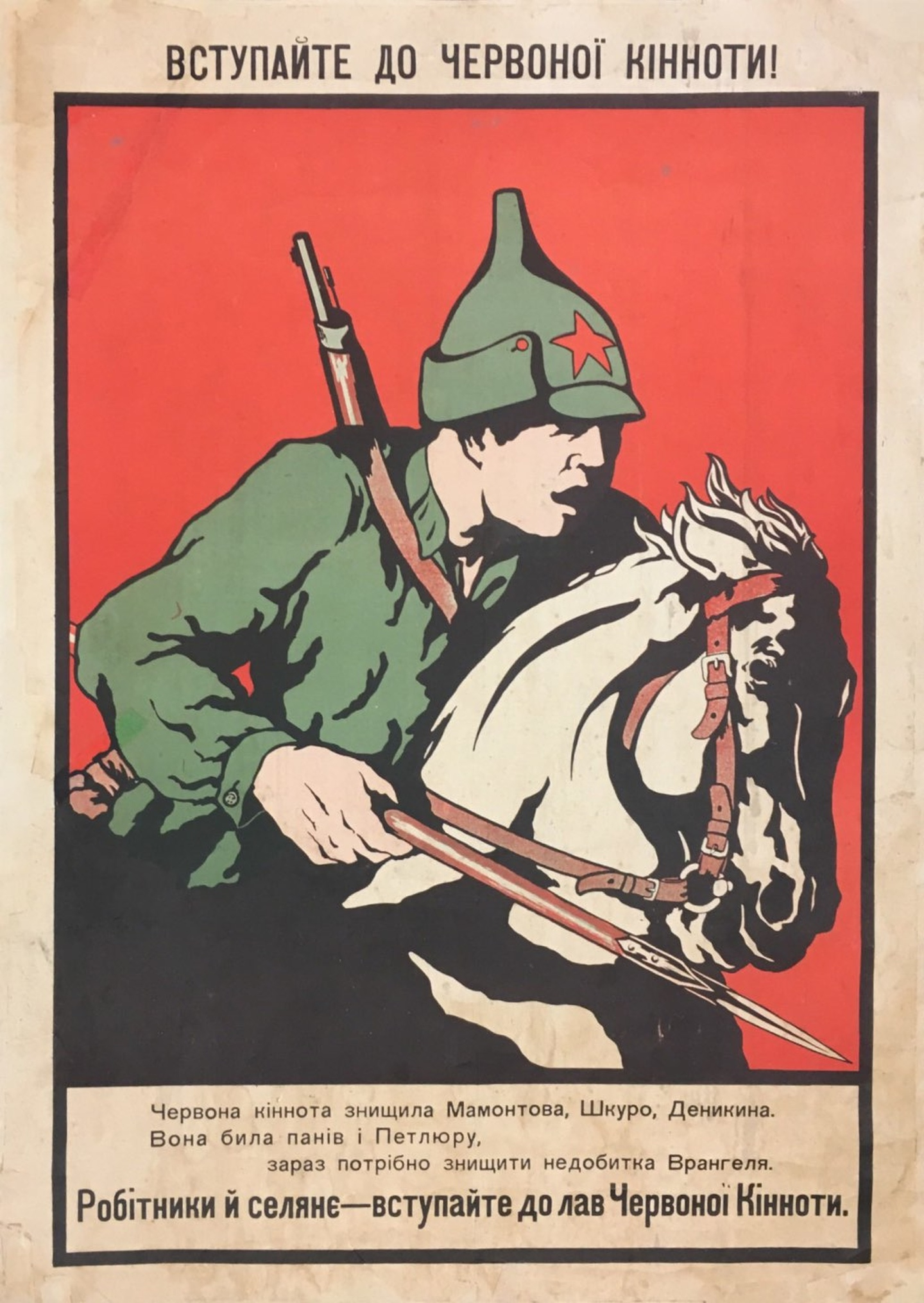
سواره نظام سرخ ۱۹۲۰
نشان جمهوری سوسیالیستی لتونی شوروی (۱۹۲۰-۱۹۱۹)